# Chiesa di Santa Lucia (Sinalunga)
L'ex chiesa di Santa Lucia è un auditorium situato nel centro storico di Sinalunga, in provincia di Siena.
La chiesa venne ricavata da un preesistente edificio verso il XII-XIII secolo, e successivamente più volte rimaneggiata.

## Arte e architettura
L'esterno della chiesa è semplice, privo di particolari decorazioni. La facciata, a capanna, è caratterizzata dalla presenza del portale con timpano triangolare e del piccolo rosone circolari, entrambi rifiniti in pietra serena.
L'interno, ad un'unica navata, ha sulla parete di fondo tre altari in stucco della seconda metà del XVII secolo. In quello di destra è l'affresco con la Madonna col Bambino in trono e i Santi Giovanni e Rocco (seconda metà del XV secolo); in quello di sinistra è il dipinto seicentesco con Santi adoranti la Croce, probabilmente di Antonio Nasini. Sulla parete sinistra si trovano l'altare in stucco della Madonna del Carmine, dove era inserita la tela con la Madonna del Carmine del Rustichino, ed un secondo altare dove si trovava la grande pala di Benvenuto di Giovanni. Le due opere sono adesso conservate nella collegiata di San Martino.

## Opere
- Madonna col Bambino in trono e i Santi Giovanni e Rocco, affresco (seconda metà del XV secolo) (altare di destra).
- Santi adoranti la Croce, probabilmente di Antonio Nasini, dipinto seicentesco (altare di sinistra).
- Madonna del Carmine del Rustichino (conservata nella collegiata di San Martino).
- Pala di Benvenuto di Giovanni (conservata nella collegiata di San Martino).